# Martin Marinac
Martin Marinac, né le 15 juillet 1979 à Gaschurn, est un skieur alpin autrichien, spécialiste des épreuves techniques. Il est depuis devenu entraîneur.

## Biographie
Membre du club de sa village natal Gaschurn, il apparaît dans le cirque blanc en 1994 dans des courses FIS et dans la Coupe d'Europe en 1998. Lors de la saison 2001-2002, Marinac émerge au niveau de ses résultats en Coupe d'Europe, terminant dans le top dix pour la première fois puis atteignant le podium à Damüls en slalom géant, suivi par six autres podiums, qui lui assurent un succès au classement général de la compétition.
Il participe à sa première course de Coupe du monde en janvier 2002 à Kitzbühel, où malgré son dossard 55 au départ, il parvient à accrocher une dixième place, synonyme de premiers points. Lors de la saison suivante, il est promu dans le groupe de la Coupe du monde et enregistre son meilleur résultat dans la discipline du slalom géant d'entrée avec une quatorzième place à Sölden. Après quelques échecs, il effectue la meilleure performance de sa carrière en courant le plus vite en deuxième manche au slalom de Schladming, pour une sixième place finale. En 2003-2004, il ajoute un autre top dix à son palmarès, avec une neuvième place à Flachau.
Il ne parvient pas à rester dans le top quinze mondial ensuite et est régulièrement envoyé en Coupe d'Europe, où il gagne un slalom en mars 2005 à Roccaraso.
Il se retire en 2007, sans avoir pris part aux Jeux olympiques ou aux championnats du monde.
Il devient ensuite entraîneur, s'occupant de l'équipe écolière du Liechtenstein, puis du groupe élite féminin.

## Palmarès

### Coupe du monde
- Meilleur classement général : 56e en 2003.
- Meilleur résultat : 6e.
- 3 top dix.

#### Classements détaillés
| Saison/Classement | Général | Slalom géant | Slalom |
| Saison/Classement | Class.  | Class.       | Class. |
| ----------------- | ------- | ------------ | ------ |
| 2002              | 112e    | -            | 45e    |
| 2003              | 56e     | 41e          | 21e    |
| 2004              | 64e     | -            | 27e    |
| 2005              | 78e     | -            | 50e    |
| 2006              | 95e     | -            | 36e    |

### Coupe d'Europe
- Vainqueur du classement général en 2002.
- Premier du classement de slalom géant en 2002.
- 9 podiums, dont 1 victoire.